# Ферфілд (Вашингтон)
Ферфілд (англ. Fairfield) — місто (англ. town) в США, в окрузі Спокен штату Вашингтон. Населення — 589 осіб (2020).

## Географія
Ферфілд розташований за координатами 47°23′5″ пн. ш. 117°10′30″ зх. д. / 47.38472° пн. ш. 117.17500° зх. д. (47.384814, -117.174873).  За даними Бюро перепису населення США в 2010 році місто мало площу 1,60 км², уся площа — суходіл.

## Демографія
Згідно з переписом 2010 року, у місті мешкало 612 осіб у 225 домогосподарствах у складі 153 родин. Густота населення становила 382 особи/км².  Було 240 помешкань (150/км²).
Расовий склад населення:
| - 96,1 % — білих - 1,1 % — корінних американців - 0,3 % — чорних або афроамериканців - 0,2 % — азіатів |

До двох чи більше рас належало 1,5 %. Частка іспаномовних становила 1,5 % від усіх жителів.
За віковим діапазоном населення розподілялося таким чином: 24,7 % — особи молодші 18 років, 55,9 % — особи у віці 18—64 років, 19,4 % — особи у віці 65 років та старші. Медіана віку мешканця становила 40,2 року. На 100 осіб жіночої статі у місті припадало 110,3 чоловіків;  на 100 жінок у віці від 18 років та старших — 90,5 чоловіків також старших 18 років.
Середній дохід на одне домашнє господарство  становив 52 223 долари США (медіана — 34 821), а середній дохід на одну сім'ю — 65 351 долар (медіана — 45 833). За межею бідності перебувало 15,6 % осіб, у тому числі 16,3 % дітей у віці до 18 років та 26,0 % осіб у віці 65 років та старших.
Цивільне працевлаштоване населення становило 217 осіб. Основні галузі зайнятості: роздрібна торгівля — 22,6 %, освіта, охорона здоров'я та соціальна допомога — 18,9 %, оптова торгівля — 12,0 %, мистецтво, розваги та відпочинок — 11,1 %.